# 中札内村
中札内村（なかさつないむら）は、北海道十勝総合振興局にある村。
「日本で最も美しい村」連合に加盟している。同連合で認定された登録地域資源は、「防風保安林に守られた農村原風景」、および「北の大地を彩るアートと文化」である。
北海道内の村の中で最も人口が多い。

## 村名の由来
現市街となる場所への鉄道駅の設置に当たり札内川中流域にあることから「中札内駅」と命名され、後年分村する際に村名となったことによる。

## 地理
十勝平野南西部に位置し、日高山脈中央部に源を発する札内川流域に広がっている。村の西部は日高山脈襟裳十勝国立公園になっており、札内川上流は日本国内最大級のケショウヤナギ群生地として希少価値がある。十勝幌尻岳（ポロシリ）は国の名勝「ピㇼカノカ」の1つに指定されている。
- 山：カムイエクウチカウシ山（1,979 m）、札内岳（1,896 m）、十勝幌尻岳（1,846 m）、春別岳 （1,855 m）、ピラミッド峰 （1,853 m）、1823峰（1,826 m）、コイカクシュサツナイ岳 （1,721 m）、ピラトコミ山（1,588 m）、岩内岳（1,498 m）
- 河川：札内川、八ノ沢、戸蔦別川
- 湖沼：とかちリュウタン湖（人造湖）
- ダム：札内川ダム
- 滝：ピョウタンの滝

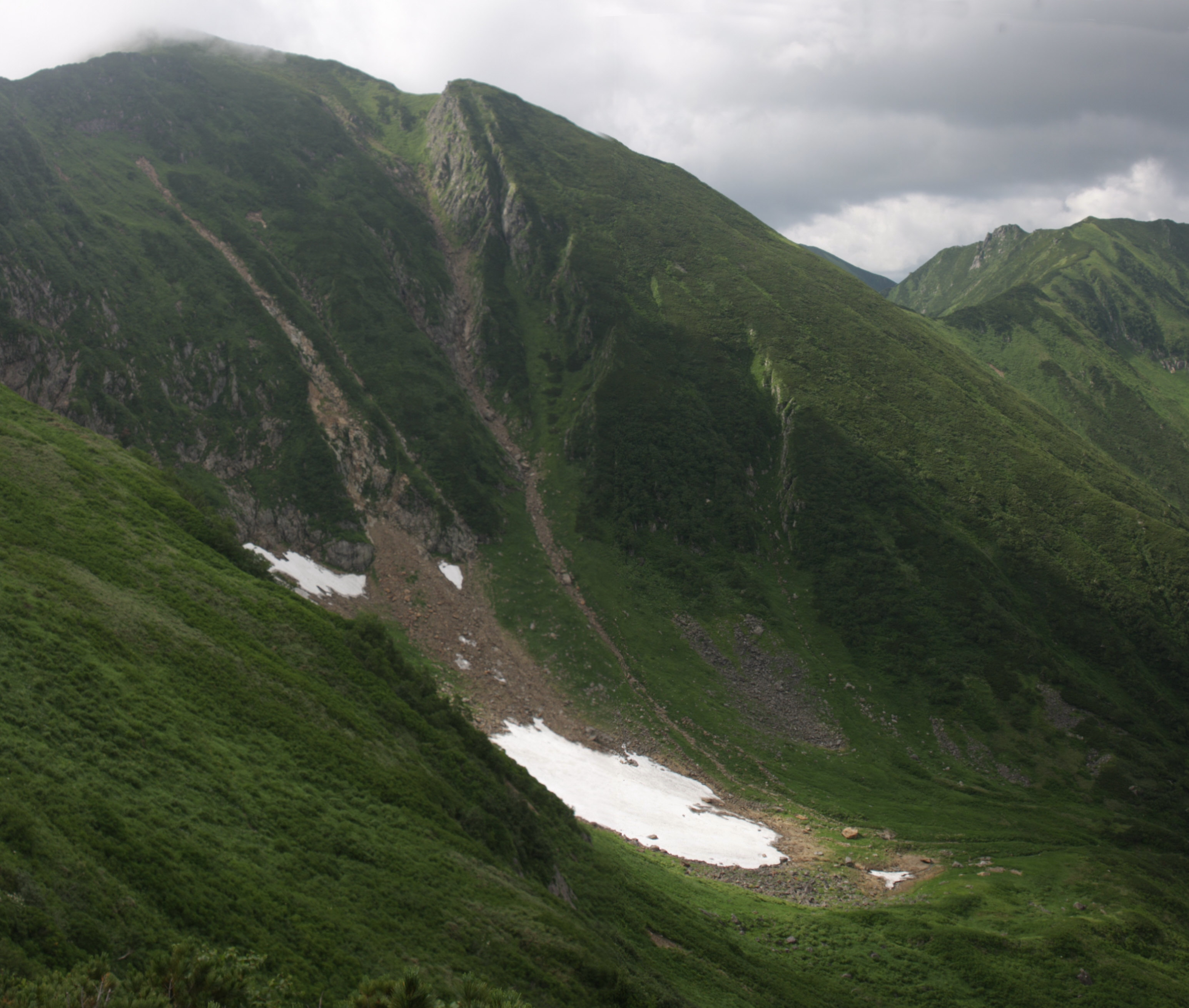
カムイエクウチカウシ山（2012年8月）
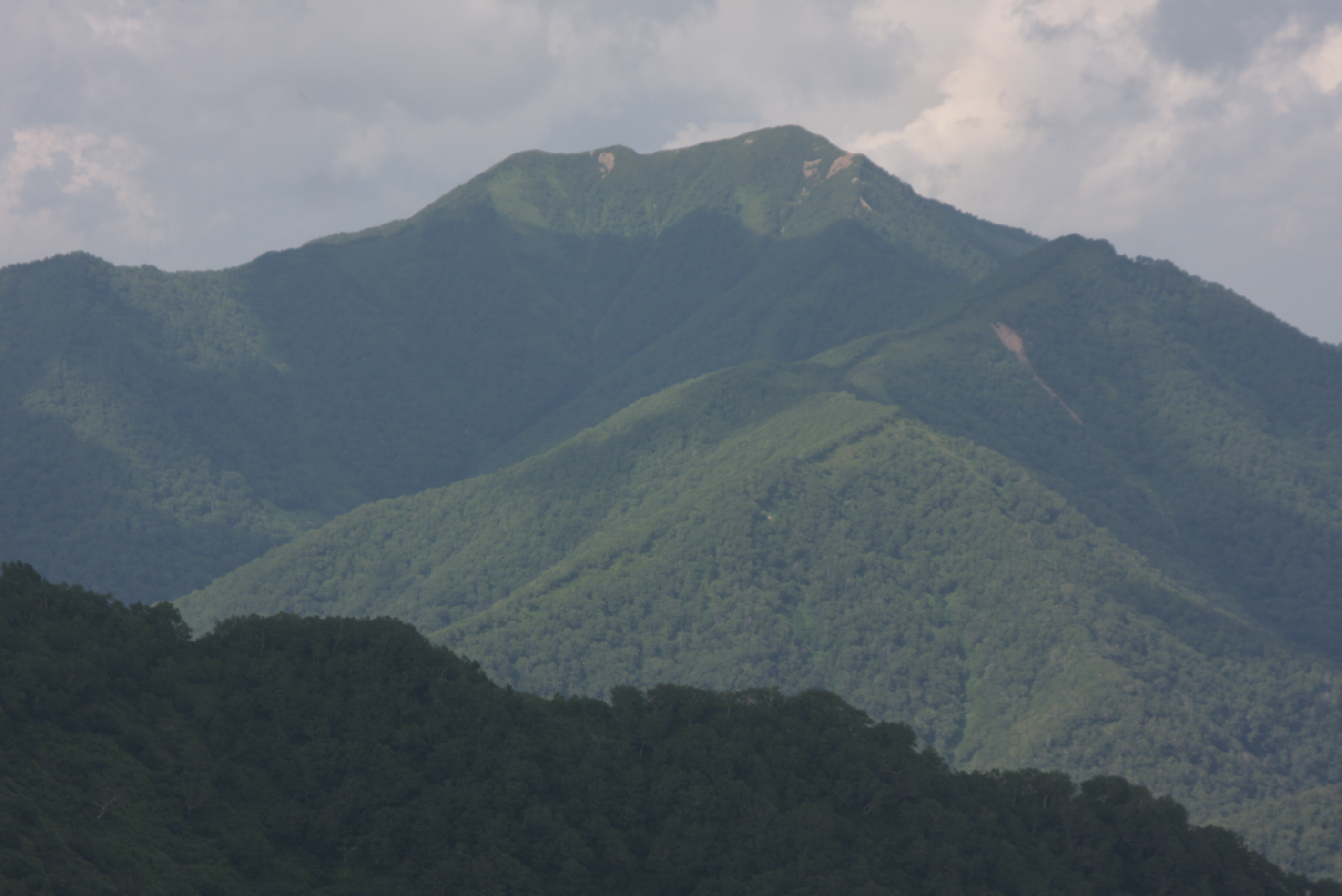
札内岳（2012年7月）
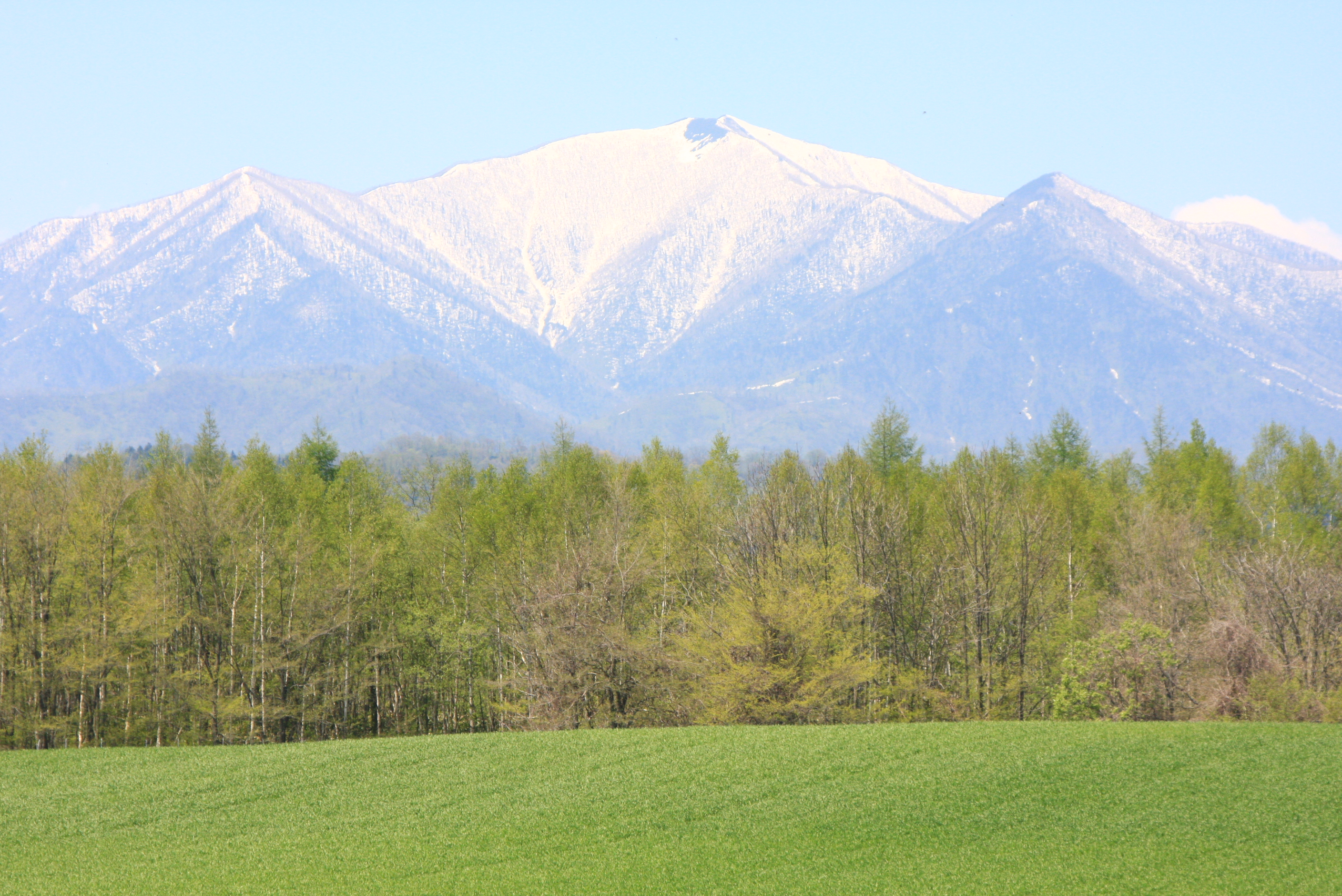
十勝幌尻岳（2010年5月）
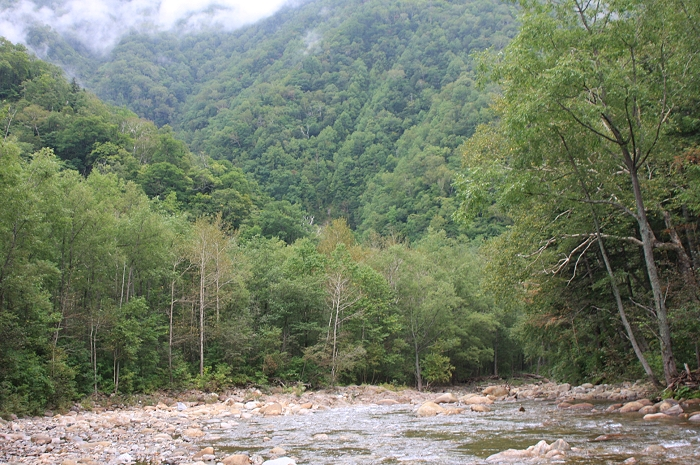
ケショウヤナギと札内川（2008年9月）
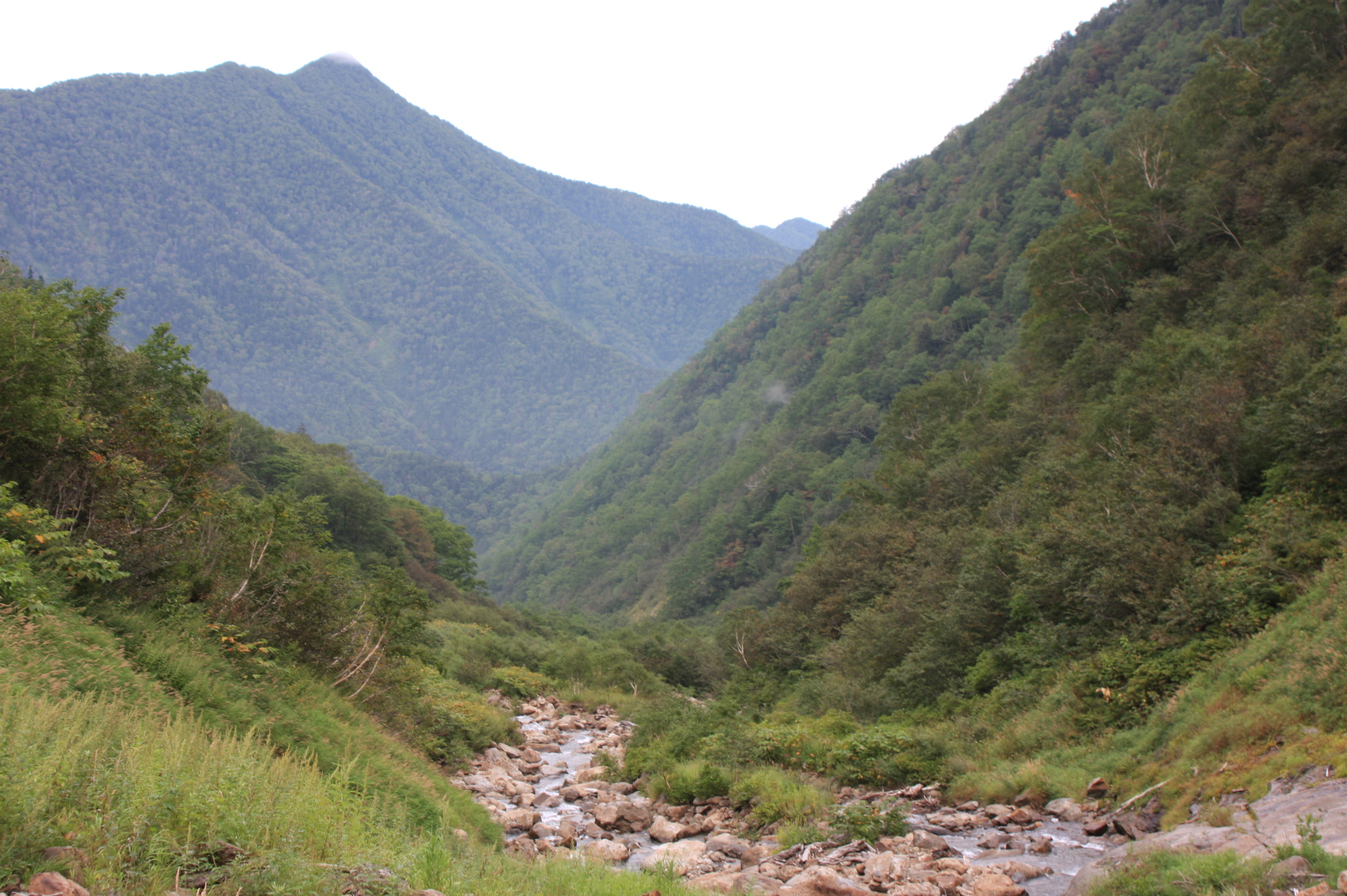
八ノ沢（2008年9月）
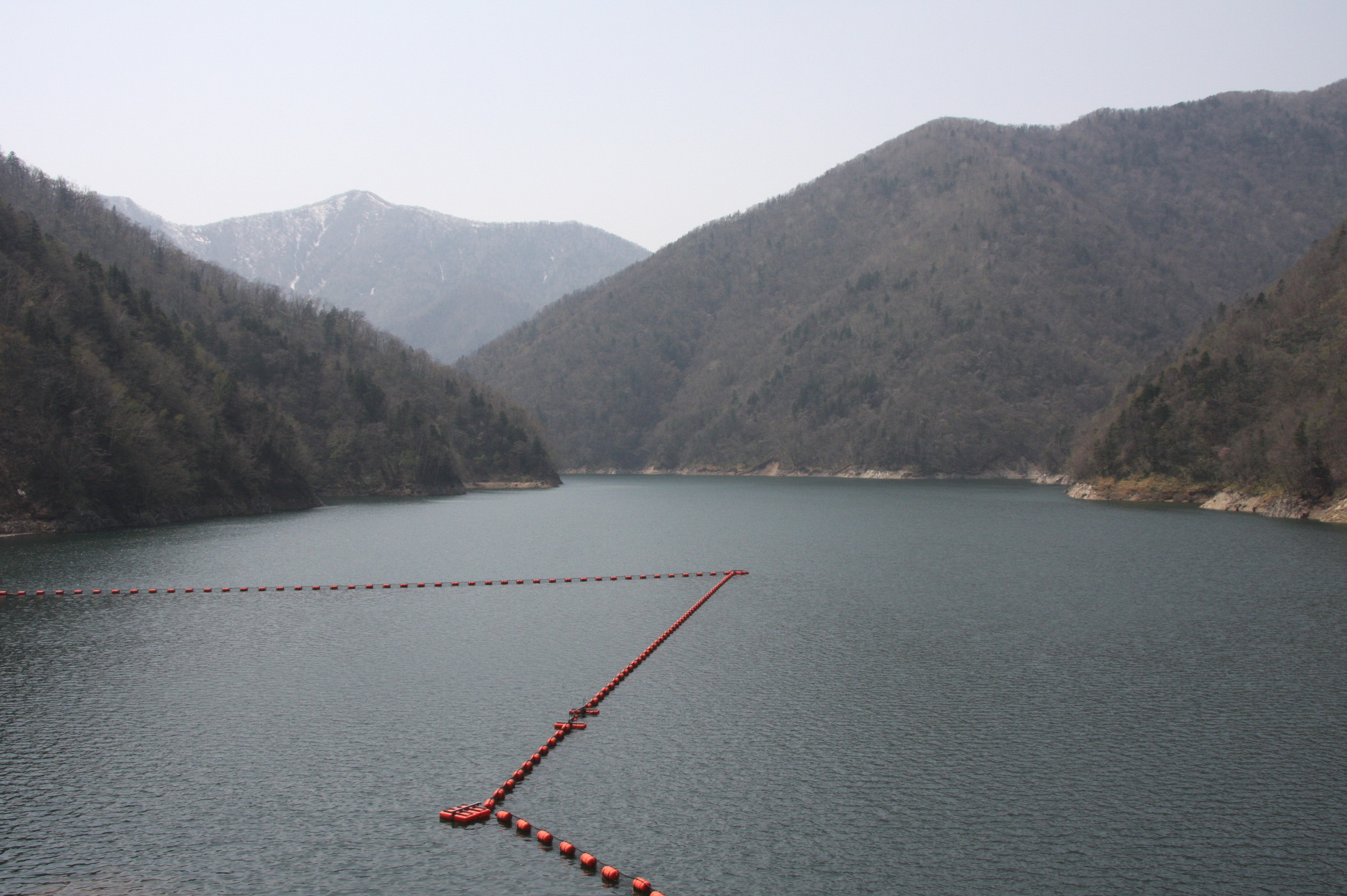
とかちリュウタン湖（2008年5月）

### 人口
| |                                          |  |
| 中札内村と全国の年齢別人口分布（2005年） | 中札内村の年齢・男女別人口分布（2005年） |  |
| ■紫色 ― 中札内村 ■緑色 ― 日本全国 | ■青色 ― 男性 ■赤色 ― 女性                |  |
| 中札内村（に相当する地域）の人口の推移 \| 1970年（昭和45年） \| 4,231人 \| \| \| 1975年（昭和50年） \| 3,804人 \| \| \| 1980年（昭和55年） \| 3,785人 \| \| \| 1985年（昭和60年） \| 4,101人 \| \| \| 1990年（平成2年） \| 4,277人 \| \| \| 1995年（平成7年） \| 4,319人 \| \| \| 2000年（平成12年） \| 4,116人 \| \| \| 2005年（平成17年） \| 3,983人 \| \| \| 2010年（平成22年） \| 4,007人 \| \| \| 2015年（平成27年） \| 3,966人 \| \| \| 2020年（令和2年） \| 3,884人 \| \| |                                          |  |
| 総務省統計局 国勢調査より |                                          |  |
| 1970年（昭和45年） | 4,231人                                  |  |
| 1975年（昭和50年） | 3,804人                                  |  |
| 1980年（昭和55年） | 3,785人                                  |  |
| 1985年（昭和60年） | 4,101人                                  |  |
| 1990年（平成2年） | 4,277人                                  |  |
| 1995年（平成7年） | 4,319人                                  |  |
| 2000年（平成12年） | 4,116人                                  |  |
| 2005年（平成17年） | 3,983人                                  |  |
| 2010年（平成22年） | 4,007人                                  |  |
| 2015年（平成27年） | 3,966人                                  |  |
| 2020年（令和2年） | 3,884人                                  |  |

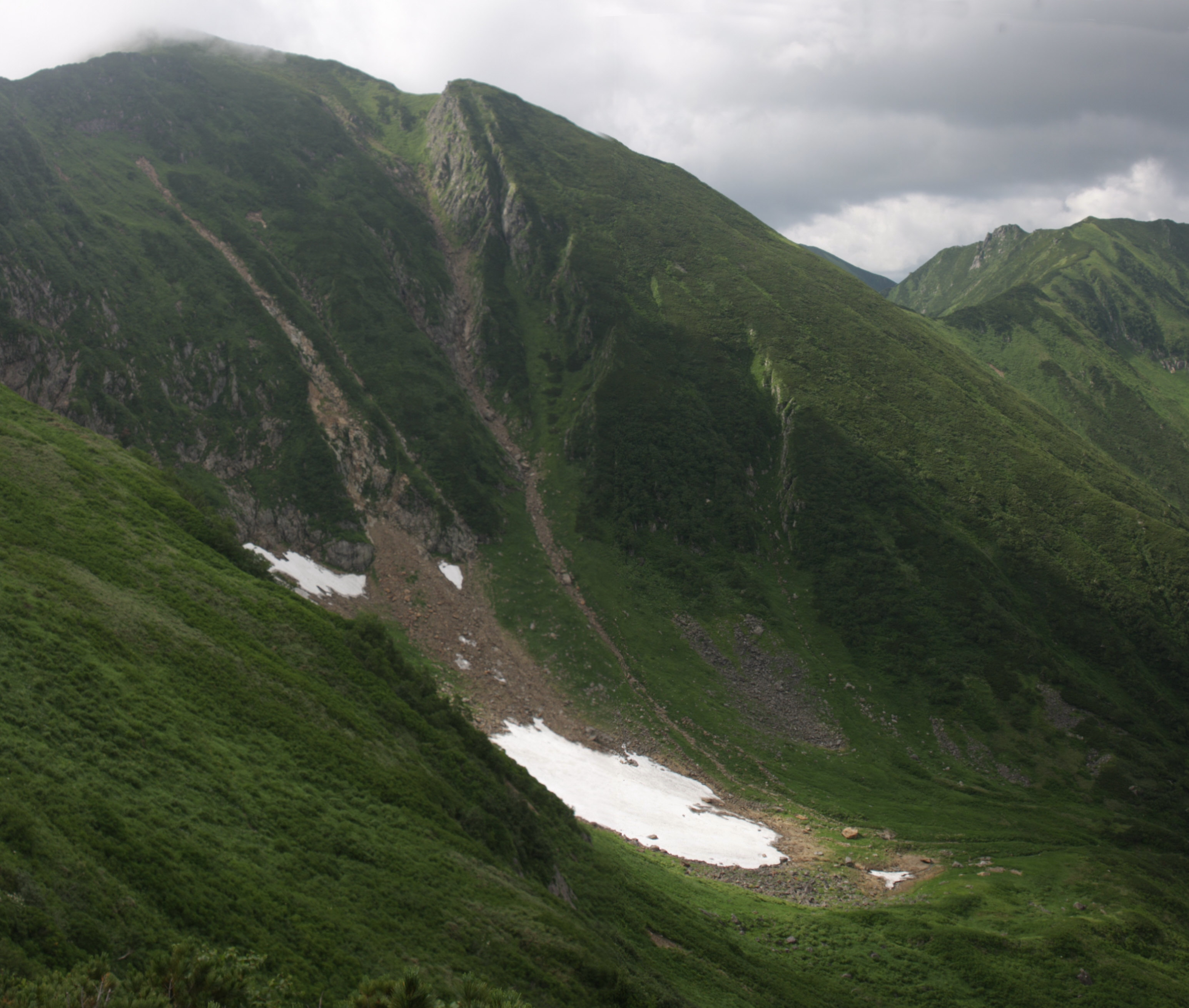
カムイエクウチカウシ山（2012年8月）
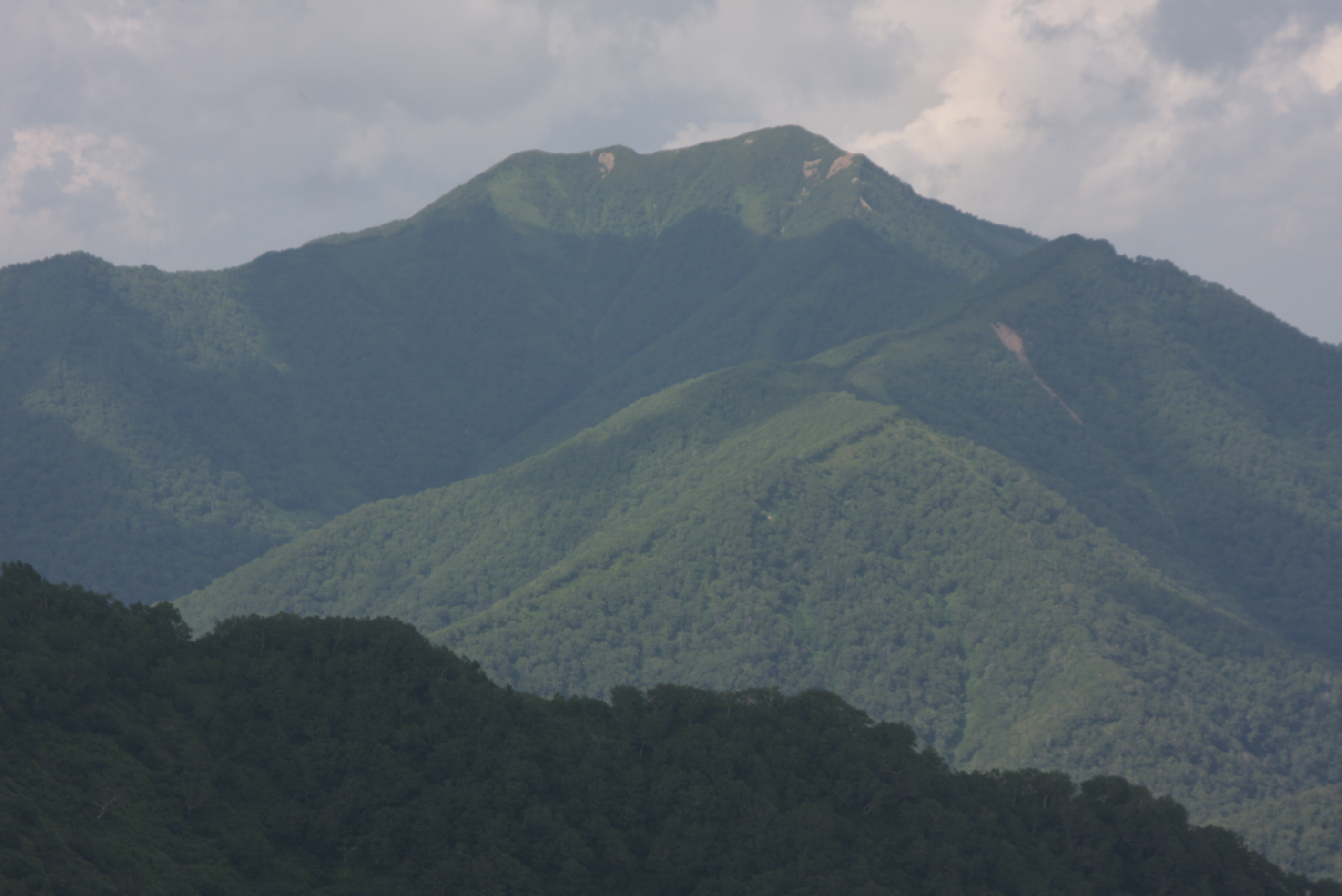
札内岳（2012年7月）
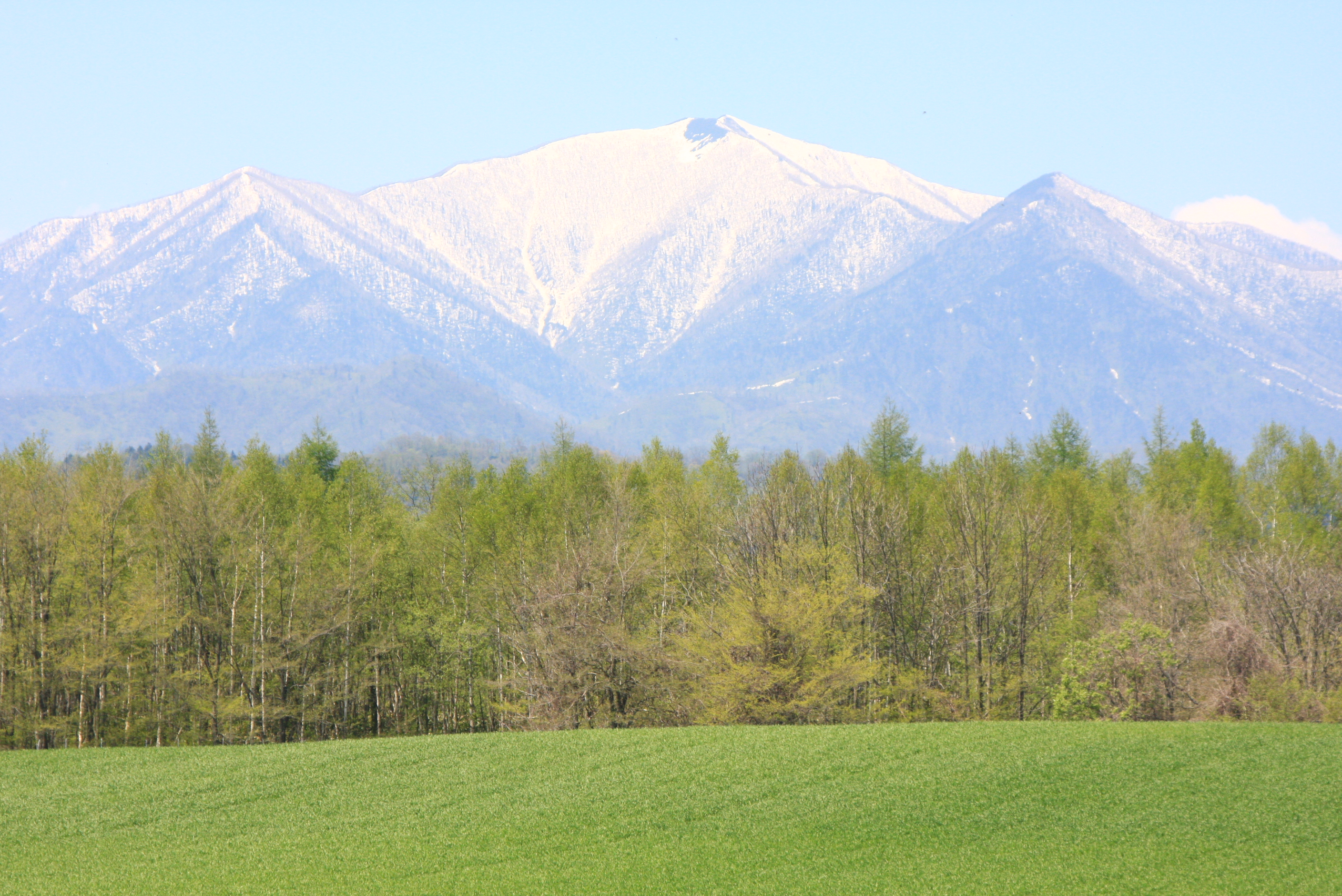
十勝幌尻岳（2010年5月）
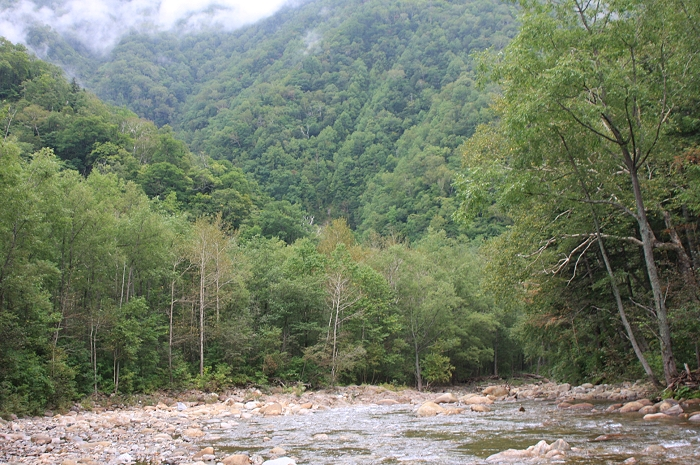
ケショウヤナギと札内川（2008年9月）
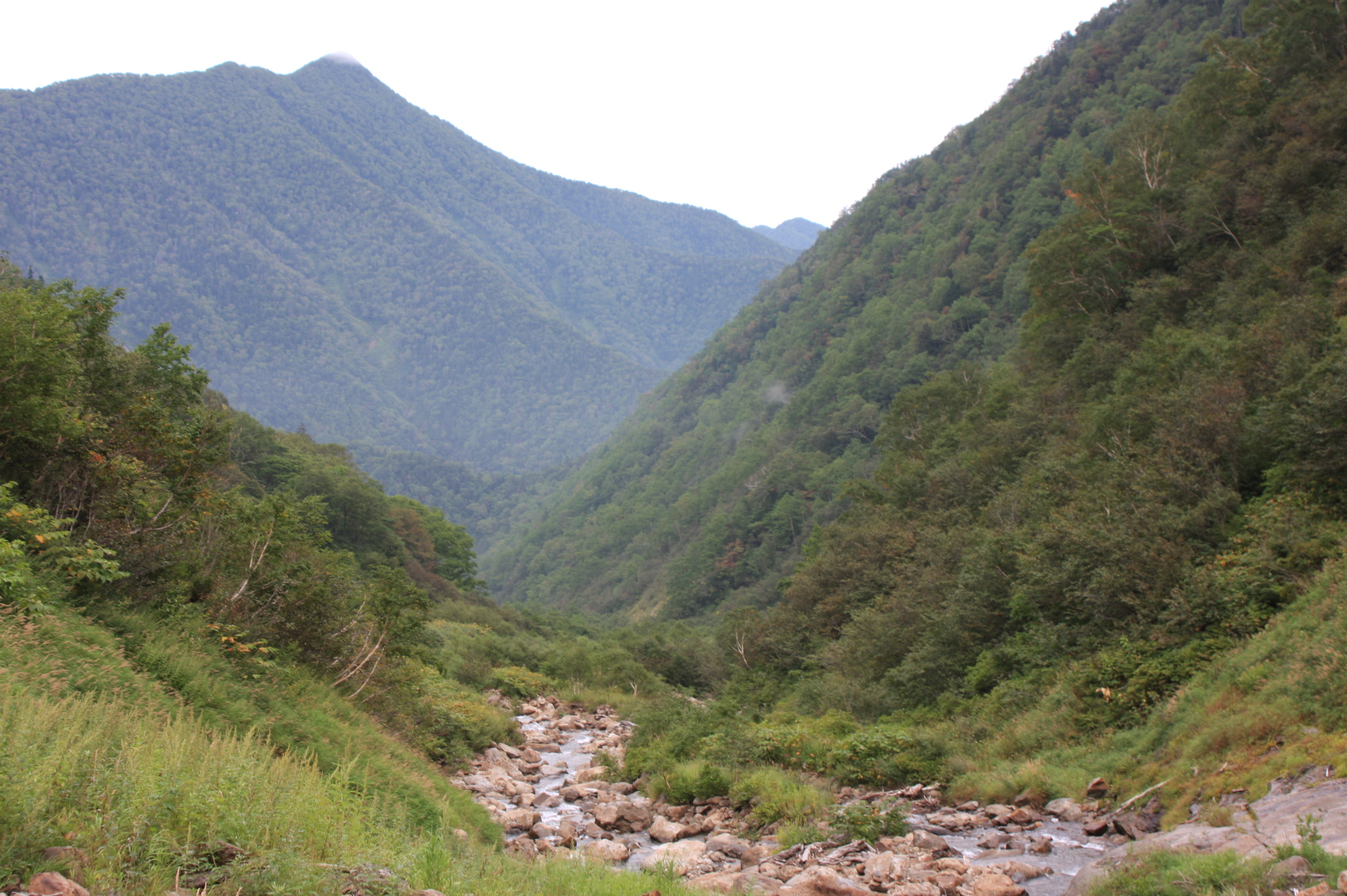
八ノ沢（2008年9月）
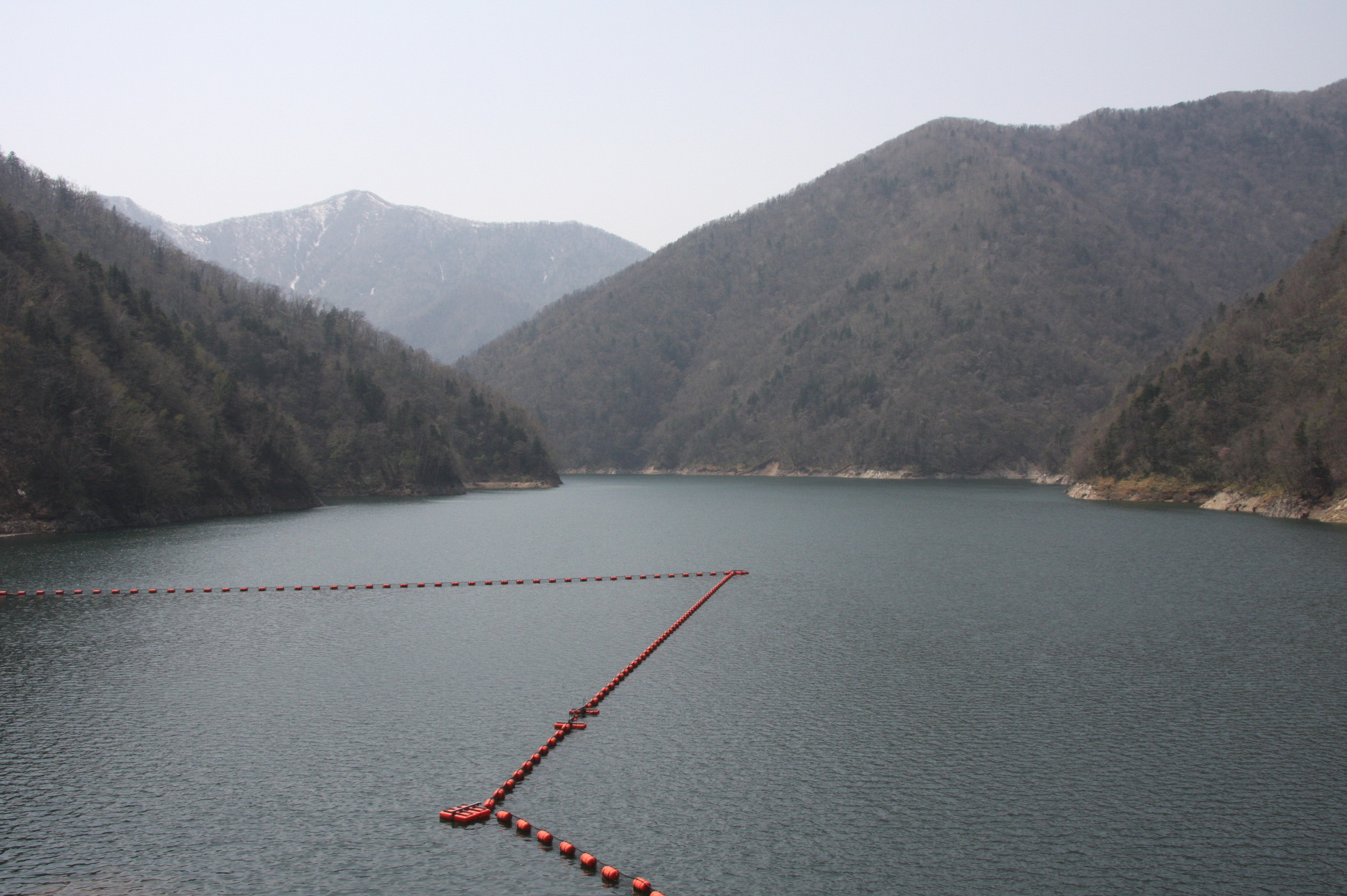
とかちリュウタン湖（2008年5月）
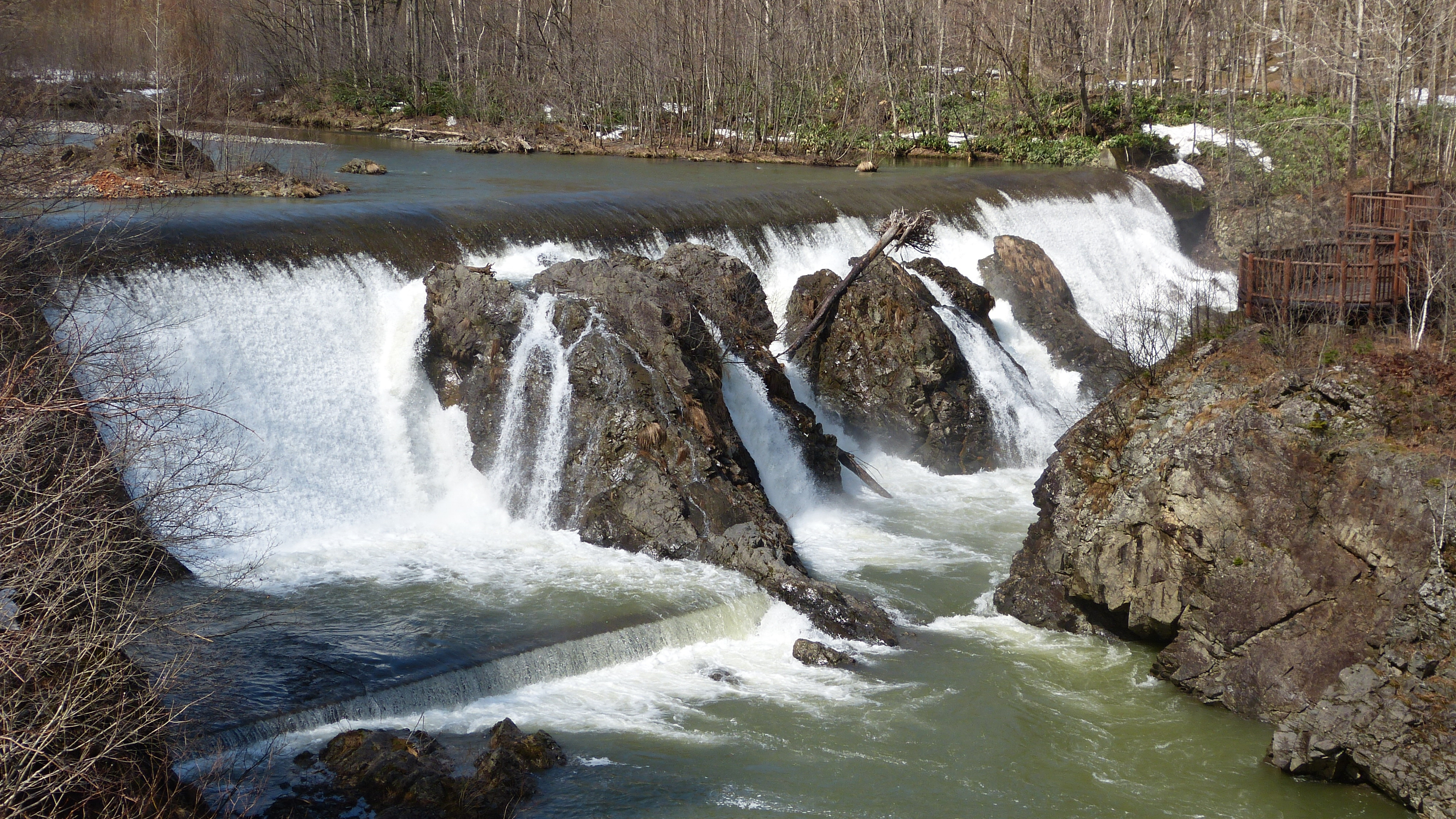
ピョウタンの滝（2012年4月）

## 気候
ケッペンの気候区分によると、中礼内村は湿潤大陸性気候に属する。寒暖の差が大きく気温の年較差、日較差が大きい顕著な大陸性気候である。降雪量が多く、豪雪地帯に指定されている。冬季は-25℃前後の気温が観測されることが珍しくなく、寒さが厳しい。
| 中札内村（上札内）の気候                                      | 中札内村（上札内）の気候 | 中札内村（上札内）の気候 | 中札内村（上札内）の気候 | 中札内村（上札内）の気候 | 中札内村（上札内）の気候 | 中札内村（上札内）の気候 | 中札内村（上札内）の気候 | 中札内村（上札内）の気候 | 中札内村（上札内）の気候 | 中札内村（上札内）の気候 | 中札内村（上札内）の気候 | 中札内村（上札内）の気候 | 中札内村（上札内）の気候 |
| 月                                                            | 1月                      | 2月                      | 3月                      | 4月                      | 5月                      | 6月                      | 7月                      | 8月                      | 9月                      | 10月                     | 11月                     | 12月                     | 年                       |
| ------------------------------------------------------------- | ------------------------ | ------------------------ | ------------------------ | ------------------------ | ------------------------ | ------------------------ | ------------------------ | ------------------------ | ------------------------ | ------------------------ | ------------------------ | ------------------------ | ------------------------ |
| 最高気温記録 °C （°F）                                        | 9.2 (48.6)               | 14.8 (58.6)              | 15.3 (59.5)              | 28.2 (82.8)              | 36.7 (98.1)              | 33.5 (92.3)              | 35.1 (95.2)              | 34.6 (94.3)              | 31.5 (88.7)              | 28.2 (82.8)              | 20.8 (69.4)              | 14.0 (57.2)              | 36.7 (98.1)              |
| 平均最高気温 °C （°F）                                        | −2.9 (26.8)              | −2.1 (28.2)              | 2.2 (36)                 | 9.4 (48.9)               | 15.8 (60.4)              | 19.0 (66.2)              | 22.2 (72)                | 23.2 (73.8)              | 20.1 (68.2)              | 14.2 (57.6)              | 7.0 (44.6)               | −0.3 (31.5)              | 10.6 (51.1)              |
| 日平均気温 °C （°F）                                          | −8.5 (16.7)              | −7.7 (18.1)              | −2.7 (27.1)              | 4.1 (39.4)               | 10.0 (50)                | 13.7 (56.7)              | 17.4 (63.3)              | 18.5 (65.3)              | 15.0 (59)                | 8.7 (47.7)               | 2.0 (35.6)               | −5.4 (22.3)              | 5.4 (41.7)               |
| 平均最低気温 °C （°F）                                        | −15.5 (4.1)              | −15.2 (4.6)              | −9.0 (15.8)              | −1.3 (29.7)              | 4.3 (39.7)               | 9.1 (48.4)               | 13.6 (56.5)              | 14.7 (58.5)              | 10.4 (50.7)              | 3.3 (37.9)               | −3.1 (26.4)              | −11.5 (11.3)             | −0.1 (31.8)              |
| 最低気温記録 °C （°F）                                        | −29.4 (−20.9)            | −27.2 (−17)              | −24.7 (−12.5)            | −12.9 (8.8)              | −5.0 (23)                | −0.3 (31.5)              | 4.2 (39.6)               | 5.2 (41.4)               | 0.1 (32.2)               | −4.7 (23.5)              | −15.3 (4.5)              | −23.7 (−10.7)            | −29.4 (−20.9)            |
| 降水量 mm （inch）                                            | 52.2 (2.055)             | 41.1 (1.618)             | 62.1 (2.445)             | 78.9 (3.106)             | 102.8 (4.047)            | 96.4 (3.795)             | 126.5 (4.98)             | 179.0 (7.047)            | 194.4 (7.654)            | 127.5 (5.02)             | 86.1 (3.39)              | 67.3 (2.65)              | 1,216.6 (47.898)         |
| 降雪量 cm （inch）                                            | 144 (56.7)               | 116 (45.7)               | 117 (46.1)               | 43 (16.9)                | 4 (1.6)                  | 0 (0)                    | 0 (0)                    | 0 (0)                    | 0 (0)                    | 1 (0.4)                  | 31 (12.2)                | 130 (51.2)               | 588 (231.5)              |
| 平均月間日照時間                                              | 144.6                    | 145.4                    | 186.1                    | 185.4                    | 183.0                    | 148.7                    | 124.1                    | 126.9                    | 136.9                    | 162.8                    | 149.7                    | 137.2                    | 1,834.1                  |
| 出典1：理科年表                                               |                          |                          |                          |                          |                          |                          |                          |                          |                          |                          |                          |                          |                          |
| 出典2：気象庁（平均値：1991年 - 2020年、極値：1977年 - 現在） |                          |                          |                          |                          |                          |                          |                          |                          |                          |                          |                          |                          |                          |

## 歴史
「中札内村勢要覧」参照

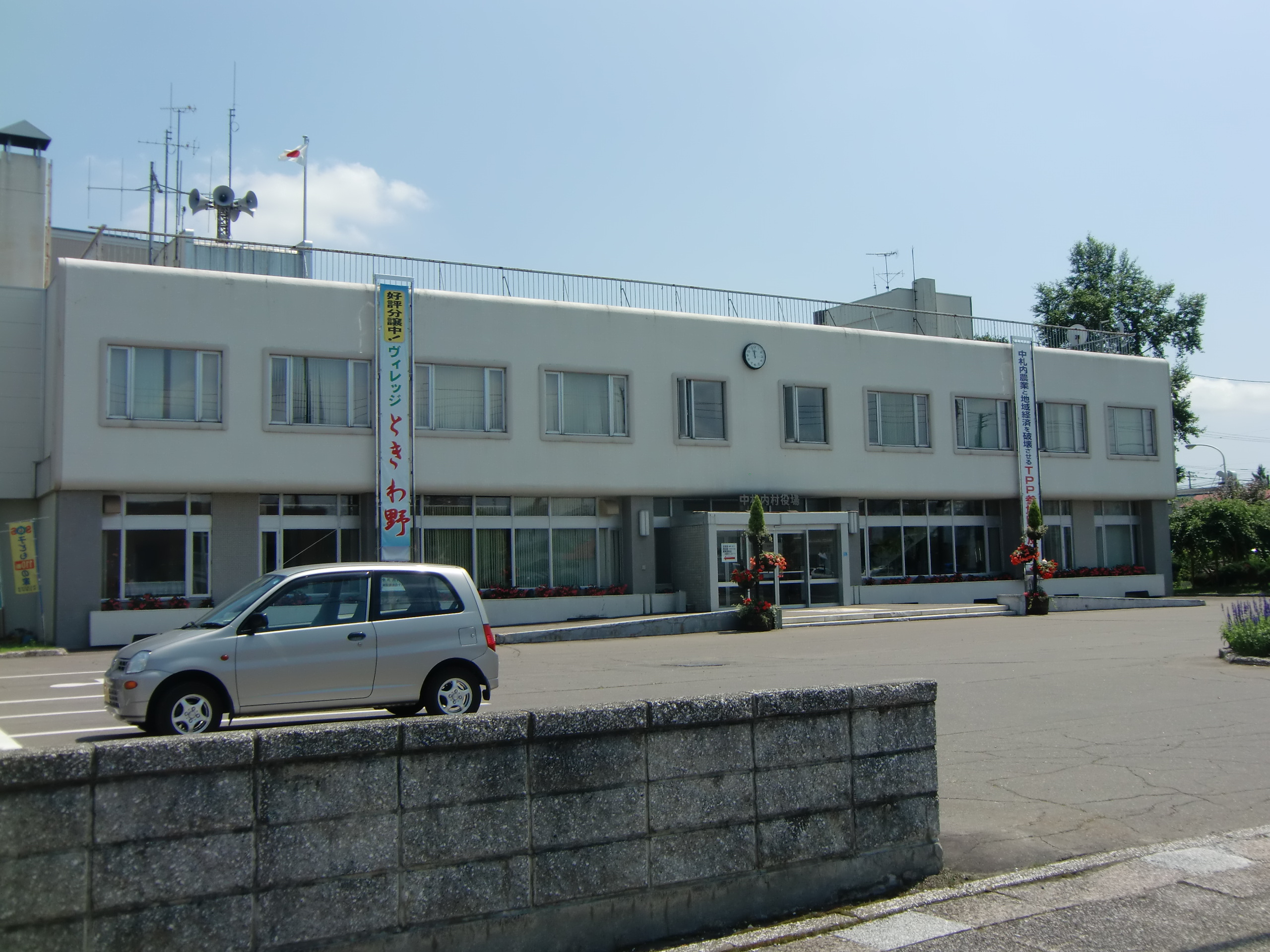
旧中札内村役場庁舎（2011年）

- 1905年（明治38年）：中札内の開拓始まる。
- 1912年（大正元年）：帯広—上札内間道路開通。
- 1916年（大正05年）：上札内—大樹間道路開通。
- 1929年（昭和04年）：日本国有鉄道（国鉄）広尾線帯広—中札内間開通（中札内駅開業）。
- 1930年（昭和05年）：中札内橋完成。
- 1946年（昭和21年）：北海道農業会厚生診療所（現在の村立診療所）開所。
- 1947年（昭和22年）：大正村（現在の帯広市）から幸震村、売買村、幕別村（現在の幕別町）の一部が分村し、中札内村誕生。
- 1948年（昭和23年）：中札内村役場庁舎新設。
- 1952年（昭和27年）：上札内橋完成。
- 1955年（昭和30年）：中札内村立高等学校（後の北海道中札内高等学校）開校（開校当初は定時制。1975年に全日制となり1979年に道立へ移管）。
- 1959年（昭和34年）：村章制定。
- 1960年（昭和35年）：大字を行政字に再編（幸震村→札内、上札内、売買、上売買、ピョウタン、ヌプカクシュナイ、サラベツ、ヌーナイ。売買村→売買。幕別村→サラベツ）。
- 1964年（昭和39年）：国道236号帯広—中札内間道路舗装完成。
- 1968年（昭和43年）：中札内村役場庁舎移転新築。村民憲章、村歌、音頭制定。
- 1971年（昭和46年）：広域消防南十勝消防事務組合設立。
- 1972年（昭和47年）：『やまべ放流祭』初開催。
- 1977年（昭和52年）：開村記念日（9月1日）制定。村花（スズラン）、村木（カシワ）、村鳥（ヒバリ）制定。
- 1980年（昭和55年）：日高・十勝中央横断道路（日高横断道路）が開発道路認定（2003年に事業中止）[9]。
- 1981年（昭和56年）：日高山脈襟裳国定公園指定。
- 1983年（昭和58年）：北海道中札内高等養護学校開校。
- 1985年（昭和60年）：「有機農業の村」宣言。
- 1986年（昭和61年）：村内の字再編（札内→大通南、大通北、東1—5条、西1—2条、元大正、中札内、常盤、元札内、上札内、南札内。上札内→東5条南、新生、共栄、興和、協和、栄、南常盤、元札内、上札内、元更別、南札内、西札内。売買、上売買→中戸蔦、東戸蔦、西戸蔦、新札内、新札内南、西札内。ピョウタン→南札内。ヌプカクシュナイ→西札内。サラベツ→上札内、元更別、南札内。ヌーナイ→西札内）。
- 1987年（昭和62年）：国鉄広尾線廃止。
- 1988年（昭和63年）：中島新橋完成。
- 1989年（平成元年）：旧駅前通り整備（鉄道記念公園）。
- 1992年（平成04年）：開拓記念館オープン。坂本直行記念館オープン。
- 1993年（平成05年）：富山県東礪波郡福野町と姉妹都市提携。
- 1996年（平成08年）：アグリパークが「道の駅」指定。『北の大地ビエンナーレ』初開催。
- 1997年（平成09年）：開村50周年式典挙行。中札内文化創造センター完成。
- 1998年（平成10年）：札内川ダム完成。
- 1999年（平成11年）：『ガーデニングコンテスト』（現在の中札内花フェスタ）初開催[10]。
- 2000年（平成12年）：家庭ごみ処理有料化。
- 2002年（平成14年）：埼玉県川越市と友好都市提携。
- 2004年（平成16年）：帯広市との合併を問う住民投票実施し、反対多数により帯広市との合併協議会解散。
- 2005年（平成17年）：道の駅なかさつないリニューアル。豆の資料館オープン。
- 2008年（平成20年）：北海道中札内高等学校閉校。帯広広尾自動車道中札内IC供用開始。
- 2009年（平成21年）：中札内交流の杜オープン。
- 2010年（平成22年）：『むらの風景フォトコンテスト』初開催。
- 2011年（平成23年）：「六花の森プロジェクト」（六花亭、中札内村、大林組）が『日本建築学会賞』学会賞（業績部門）受賞[11]。
- 2013年（平成25年）：十勝管内19市町村が「バイオマス産業都市」全国第1号選定[12]。
- 2016年（平成28年）：十勝圏域6消防本部統合し、とかち広域消防事務組合業務開始[13]。「日本で最も美しい村連合」加盟[14]。
- 2021年（令和3年）5月6日 - 中札内村役場庁舎移転[15]。
- 2024年（令和6年）： 日髙山脈襟裳国定公園が日高山脈襟裳十勝国立公園に指定替え[16]。

## 友好・交流都市
友好都市
- 川越市（埼玉県）
  - 2002年（平成14年）11月30日盟約[17]

交流都市
- 南砺市（旧福野町）（富山県）
  - 1993年（平成5年）11月3日姉妹都市盟約[17]

## 行政
役場
- 中札内村役場庁舎

歴代村長
| 代 | 村長名     | 就任年月日                 | 任期数 |
| -- | ---------- | -------------------------- | ------ |
| 初 | 田島豊次郎 | 1947年（昭和22年）10月11日 | 1      |
| 2  | 榎本一雄   | 1949年（昭和24年）7月20日  | 2      |
| 3  | 太田一良   | 1957年（昭和32年）7月1日   | 6      |
| 4  | 渡部春治   | 1981年（昭和56年）6月30日  | 2      |
| 5  | 小田中刻夷 | 1989年（平成元年）6月30日  | 3      |
| 6  | 和田民次郎 | 2001年（平成13年）6月30日  | 1      |
| 7  | 田村光義   | 2005年（平成17年）6月30日  | 3      |
| 8  | 森田匡彦   | 2017年（平成29年）6月30日  | 2      |
| 9  | 川尻年和   | 2025年（令和7年）6月30日   | 1      |

議会
- 議員定数：8人
- 定例会：年4回（3月、6月、9月、12月）
- 臨時会
- 本会議
- 常任委員会
  - 総務厚生常任委員会
  - 産業文化常任委員会
- 常設委員会
  - 議会運営委員会
- 特別委員会

## 公共施設
- 中札内文化創造センター
  - 中札内村図書館
- 上札内交流館
- 中札内交流の杜[18]
- 老人保健福祉センター
- 農村環境改善センター
- 中島農業センター
- ファミリースポーツセンター（村民体育館）
- 中札内村民プール すいすい
- 児童館
- 中札内村立診療所

## 官公署
国の機関
- 国土交通省
  - 帯広開発建設部帯広河川事務所札内川ダム管理支所

道の機関
- 十勝総合振興局
  - 産業振興部十勝農業改良普及センター

## 公的機関
警察
- 帯広警察署中札内駐在所
- 十勝機動警察隊高速道路交通警察隊中札内分駐所

消防
- とかち広域消防事務組合中札内消防署

## 教育機関
特別支援学校
- 北海道中札内高等養護学校[19]

中学校
- 中札内村立中札内中学校

小学校
- 中札内村立上札内小学校
- 中札内村立中札内小学校

保育園
- 中札内きらきら保育園
- 上札内保育園

## 経済・産業
基幹産業は農業。1985年（昭和60年）には「有機農業の村」を宣言し、「土から出たものは土に返せ」を合言葉に農畜産物の生産を行っている。
立地企業
- 王子コンテナー
- 想いやりファーム
- とかち製菓
- 十勝野フロマージュ
- 十勝リサイクル
- 道東産業運輸
- 中札内たまご
- 花畑牧場
- ヒュース
- マツダ
- 南十勝農工連
- 六花亭

組合
- 中札内村農業協同組合（JA中札内村）[21]
- 北海道農業共済組合（NOSAI北海道）十勝南部支所中札内分室[22]
- 十勝広域森林組合中札内事業所
- 南十勝農産加工農業協同組合連合会

スーパーマーケット
- イオン北海道（イオングループ）
  - マックスバリュ中札内店

金融機関
- 帯広信用金庫中札内支店
- JAバンク北海道（北海道信用農業協同組合連合会）JA中札内村本所

郵便局
- 中札内郵便局（集配局）
- 上札内郵便局

宅配便
- ヤマト運輸道東主管支店中札内センター（所在地は帯広市）
- 佐川急便帯広営業所（所在地は帯広市）

## 交通

### 空港
帯広空港（とかち帯広空港）まで車で約10分、帯広市中心部までは車で約30分のアクセスとなっている。

### 鉄道
村内を鉄道路線は通っていない。鉄道を利用する場合の最寄り駅は、JR北海道根室本線帯広駅。

#### 廃止路線
1987年2月まで国鉄広尾線が通っており、中札内駅があった。

### バス
- 十勝バス（中札内案内所を設置[24]） - 帯広市方面、更別村・幕別町忠類・大樹町・広尾町方面（国鉄広尾線代替路線）
- コミュニティバス「くるくる号」 - 市街地循環線、上札内方面[25]

### 道路

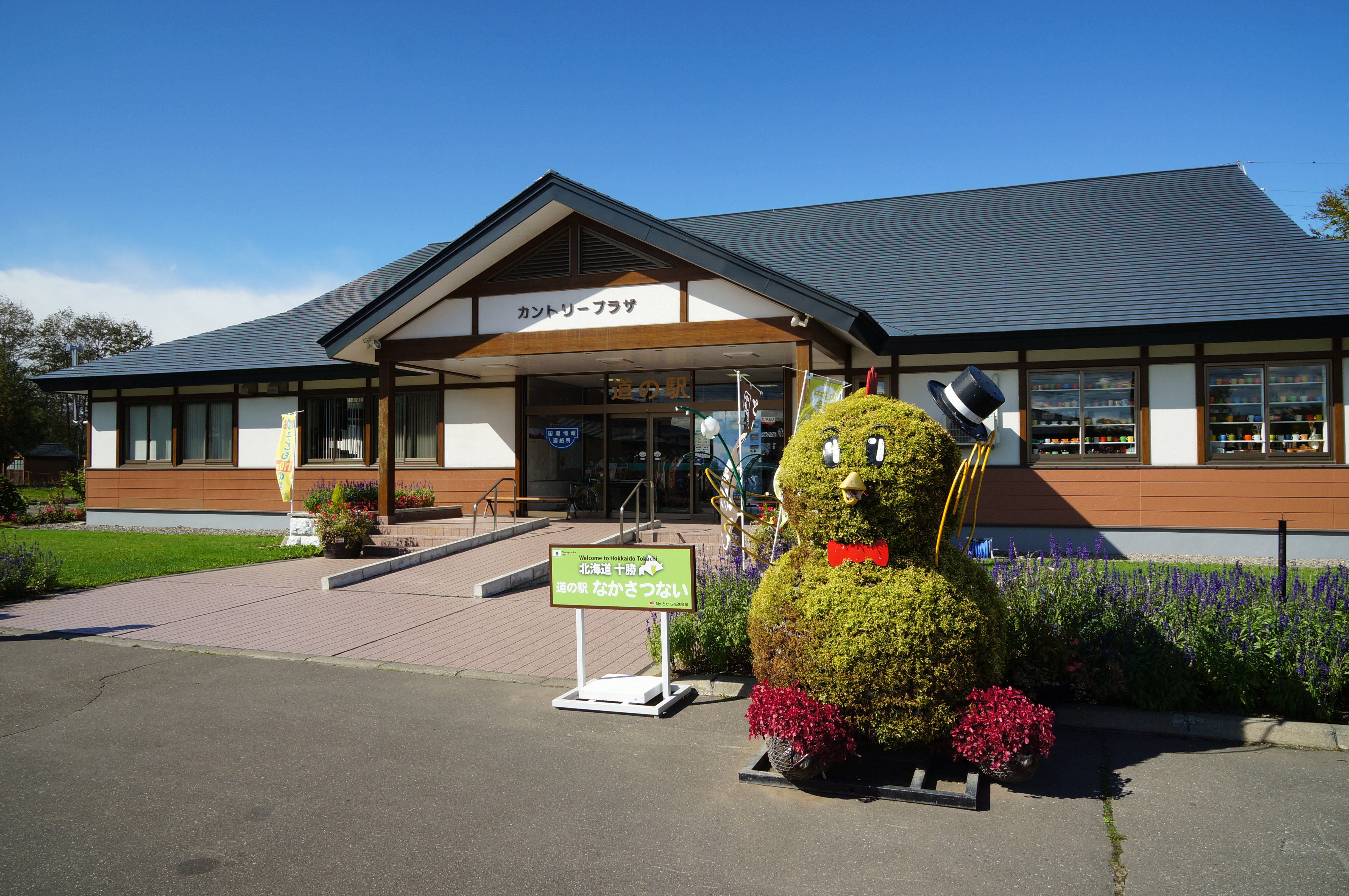
道の駅なかさつないカントリープラザ（2013年10月）

村内を通る幹線道路は、シーニックバイウェイの「南十勝夢街道」、大雪—富良野—十勝を結ぶ「北海道ガーデン街道」になっている。

#### 高速道路
- 帯広広尾自動車道：中札内IC

#### 一般国道
- 国道236号

#### 都道府県道
- 北海道道55号清水大樹線
- 北海道道111号静内中札内線（未開通区間あり）
- 北海道道240号上札内帯広線
- 北海道道321号中札内停車場線
- 北海道道1166号中札内インター線

#### 道の駅
- なかさつない

## 文化財
国指定
- 名勝
  - ピㇼカノカ（十勝幌尻岳）[5]

村指定
- 有形文化財
  - 旧杉村農場サイロ
- 無形文化財
  - 元更別大国神社石見神楽

## 観光・レジャー
- 道の駅なかさつない
  - 豆資料館（ビーンズ邸）
  - 開拓記念館
- 六花の森
  - 六科の森写真館
  - 坂本直行記念館
  - 百瀬智宏作品館
  - 池田均作品館
- 中札内美術村
  - 北の大地美術館
  - 相原求一朗美術館
  - 小泉淳作美術館
  - 真野正美作品館
- 中札内農村休暇村フェーリエンドルフ[28]
- 花畑牧場
  - 北野武美術館[29]
- 一本山展望タワー
- 札内川園地
  - 日高山脈山岳センター
  - 札内川園地キャンプ場
  - ピョウタンの滝
- 札内川ダム

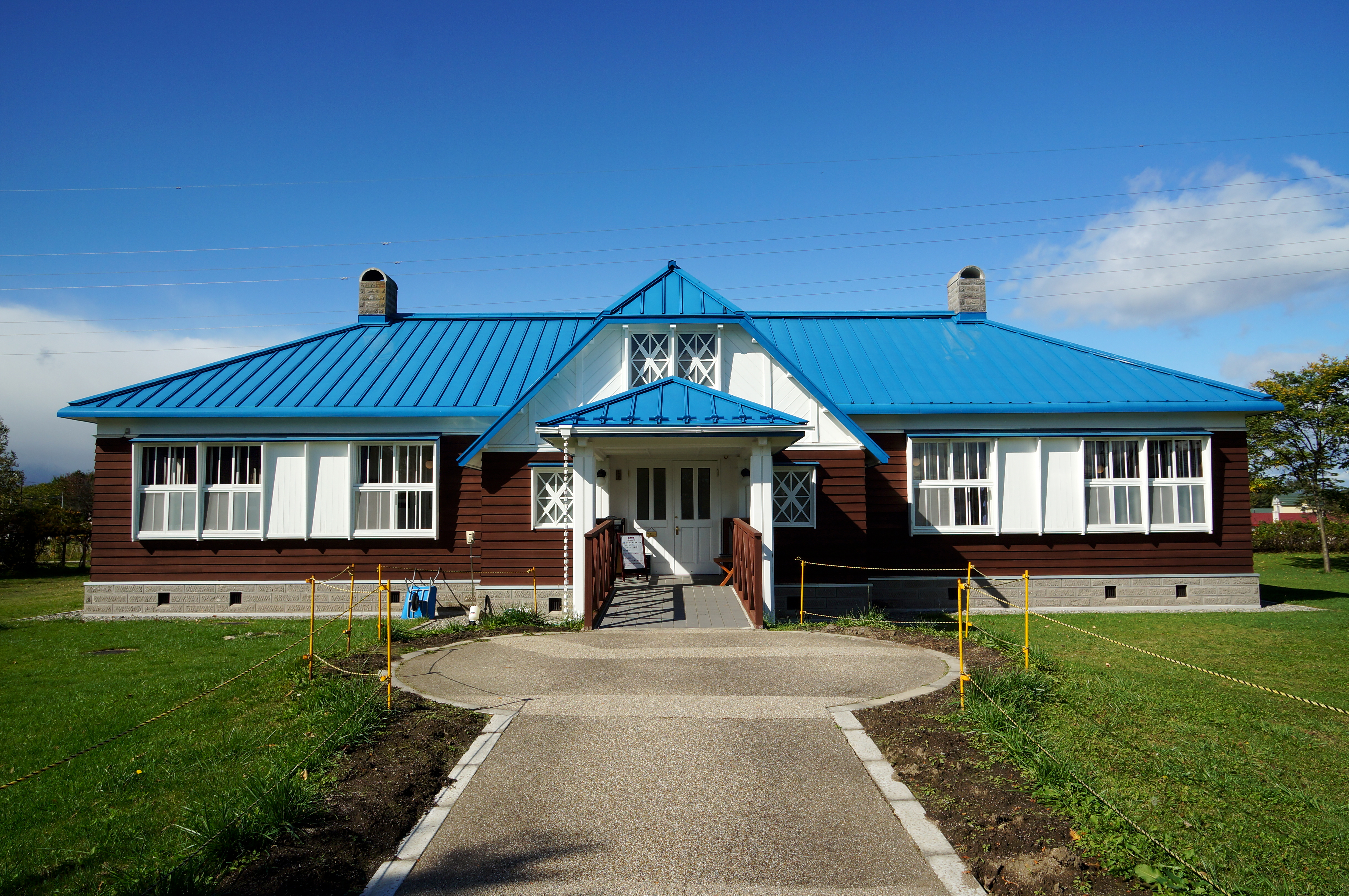
豆資料館（ビーンズ邸）（2013年10月）
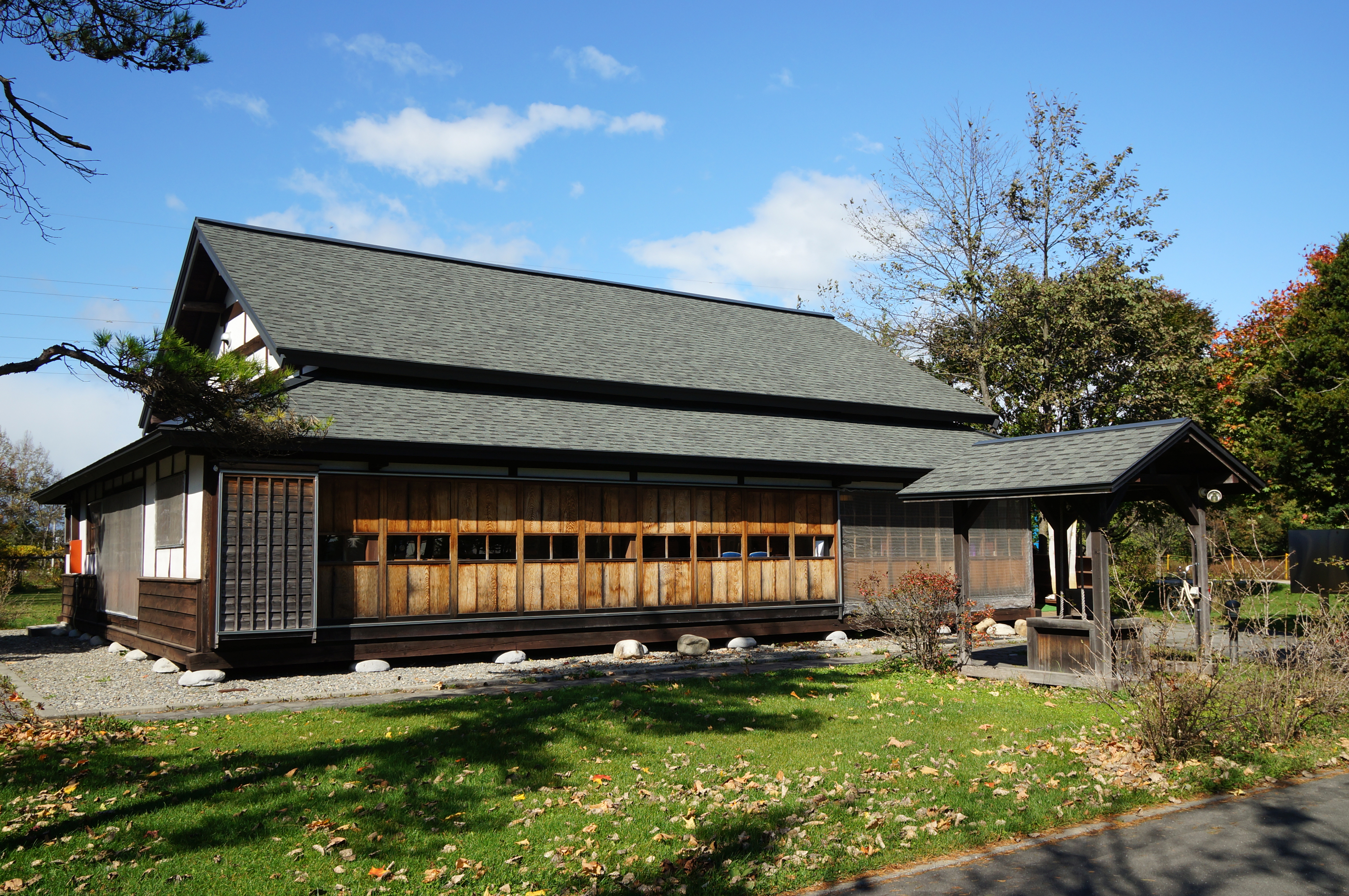
開拓資料館（2013年10月）
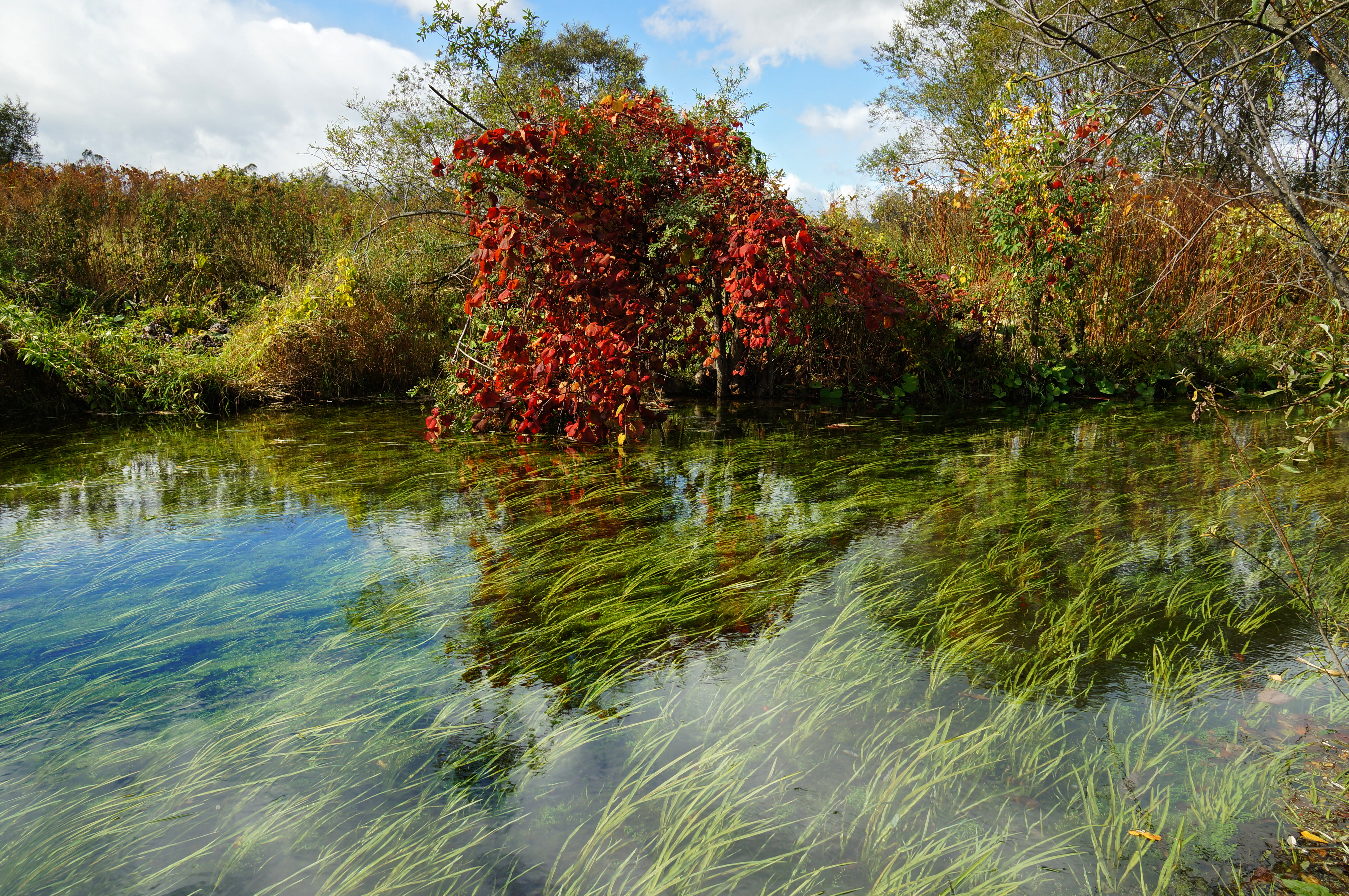
六花の森（2013年10月）
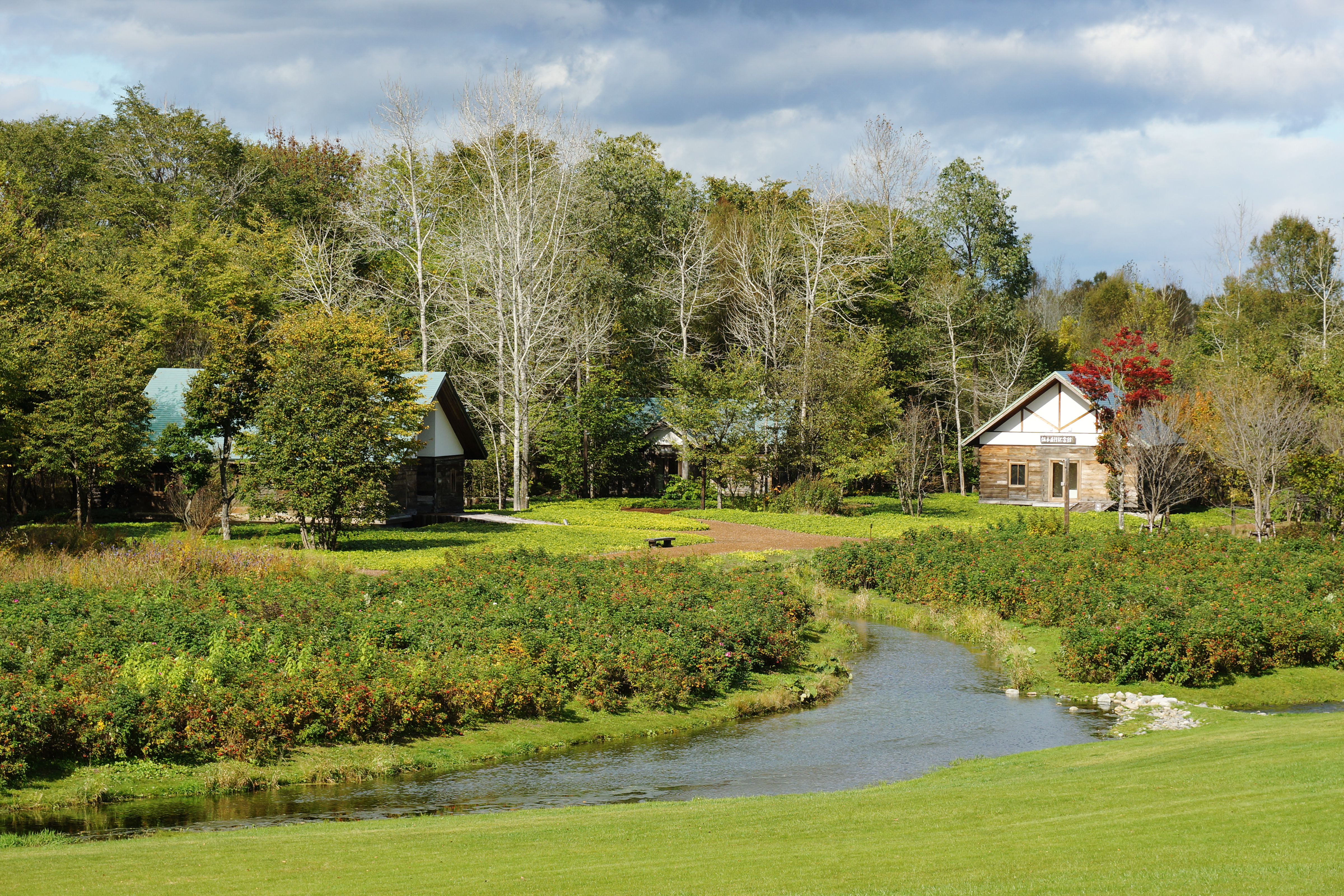
百瀬智宏作品館、三番川、坂本直行記念館（2013年10月）
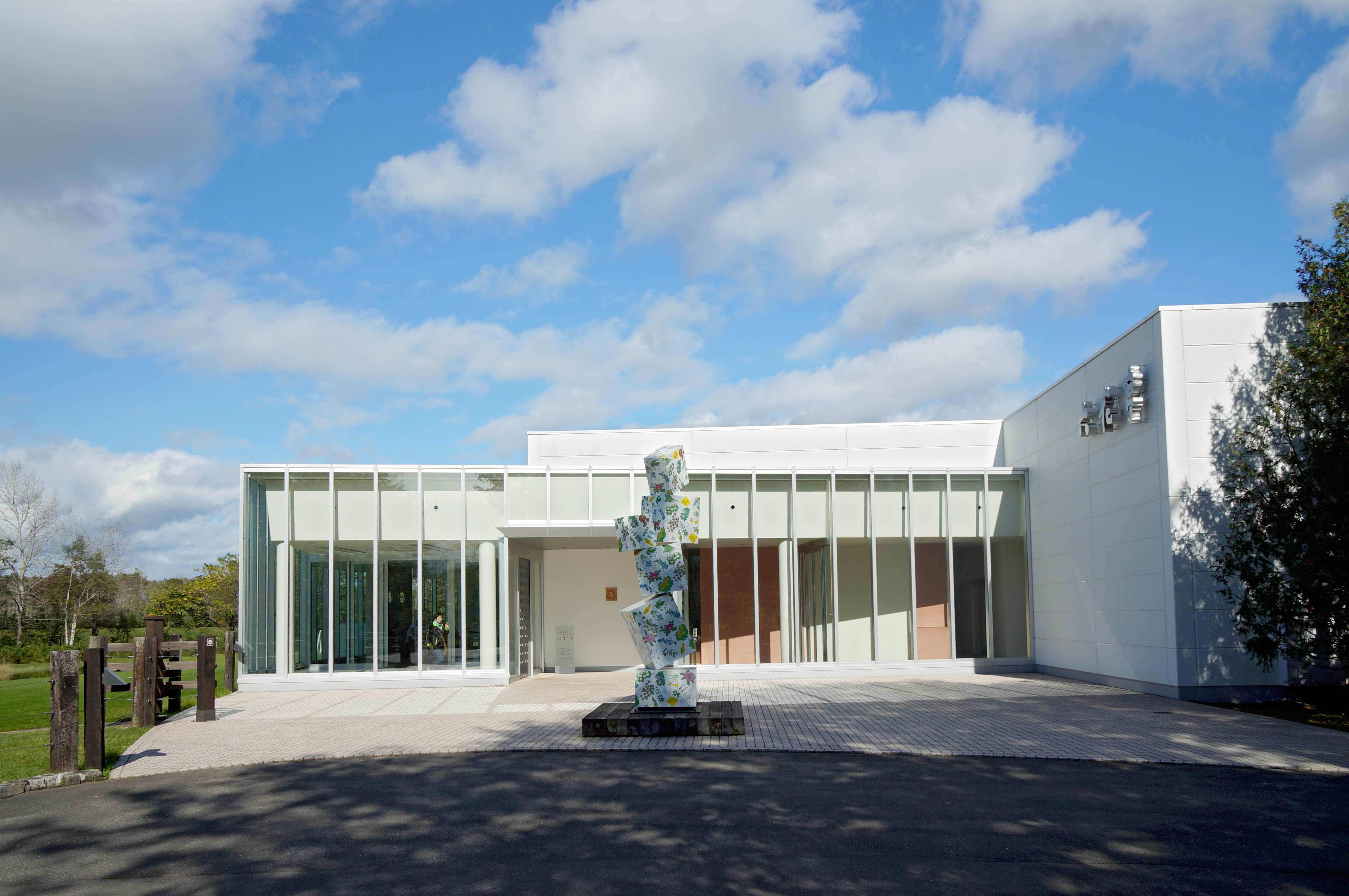
六'café（2013年10月）
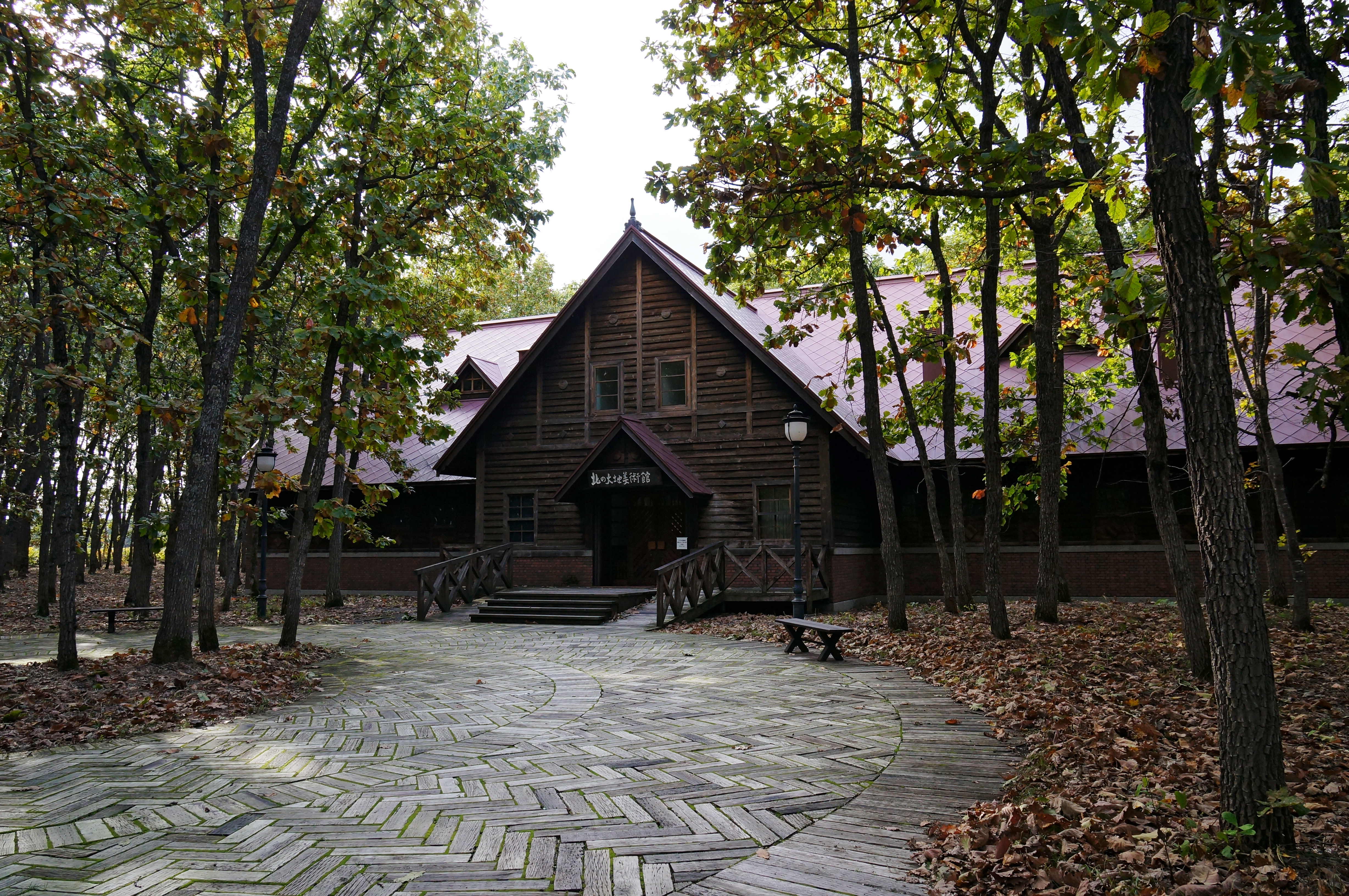
北の大地美術館（2013年10月）
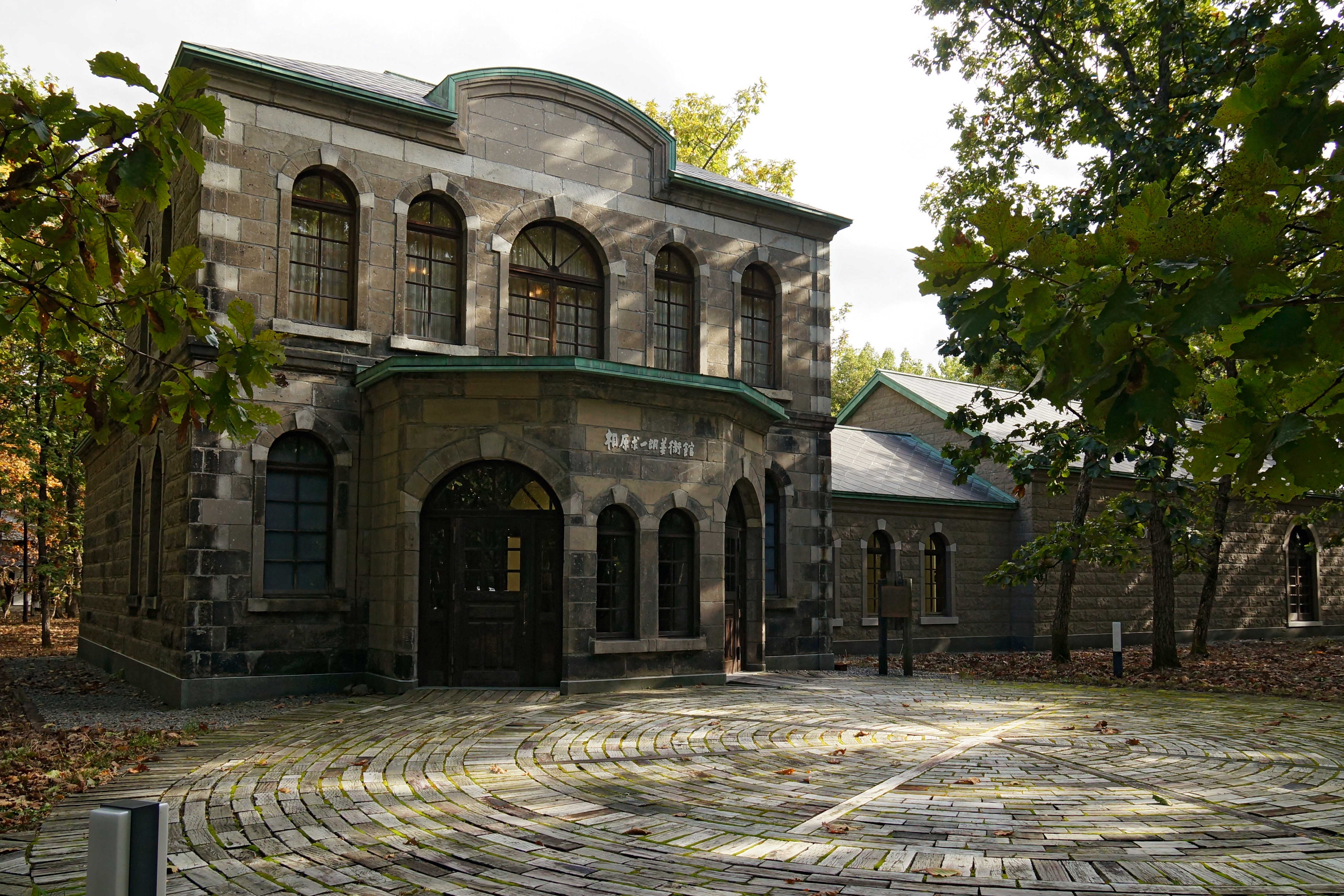
相原求一朗美術館（2013年10月）
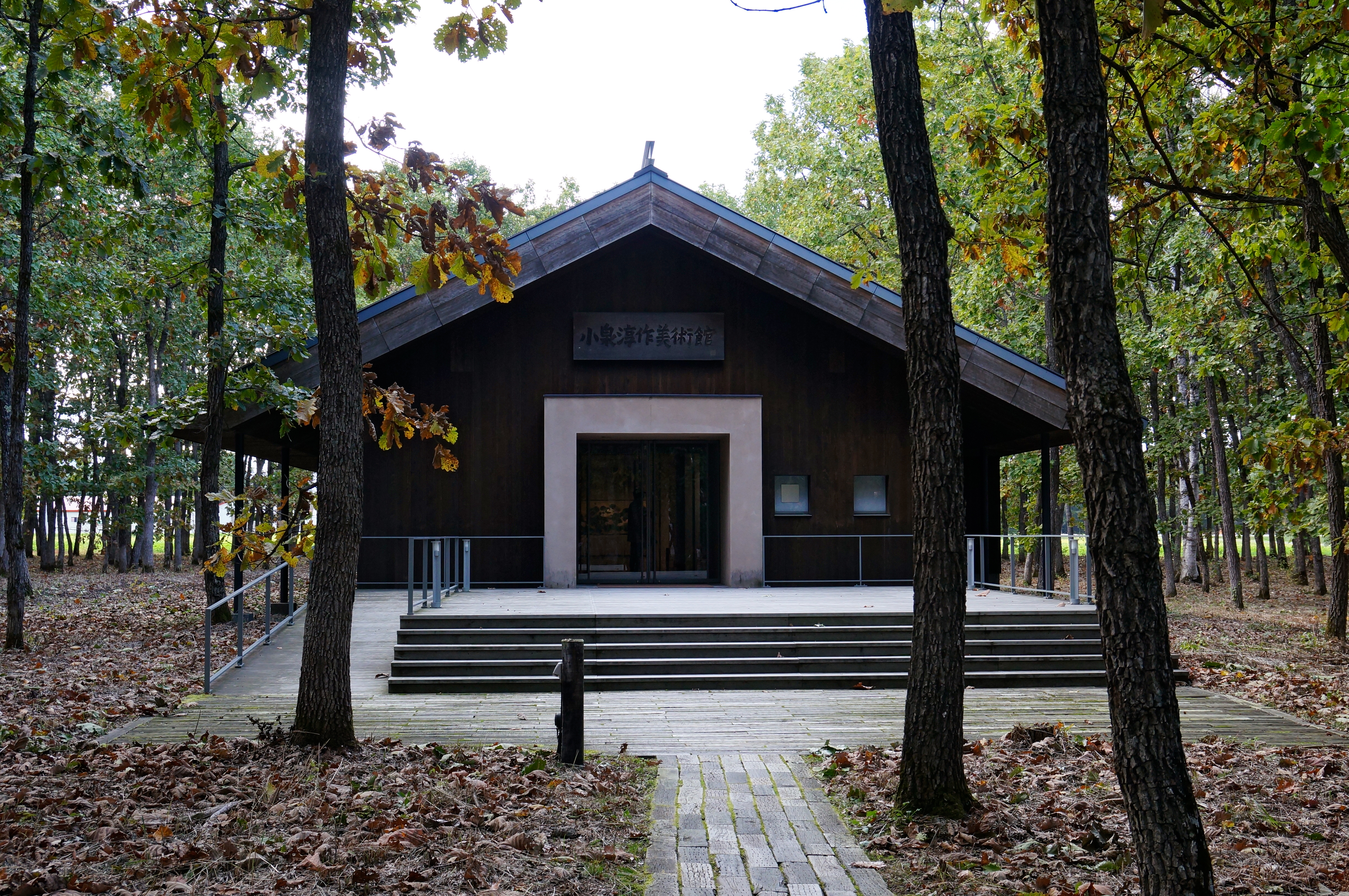
小泉淳作美術館（2013年10月）
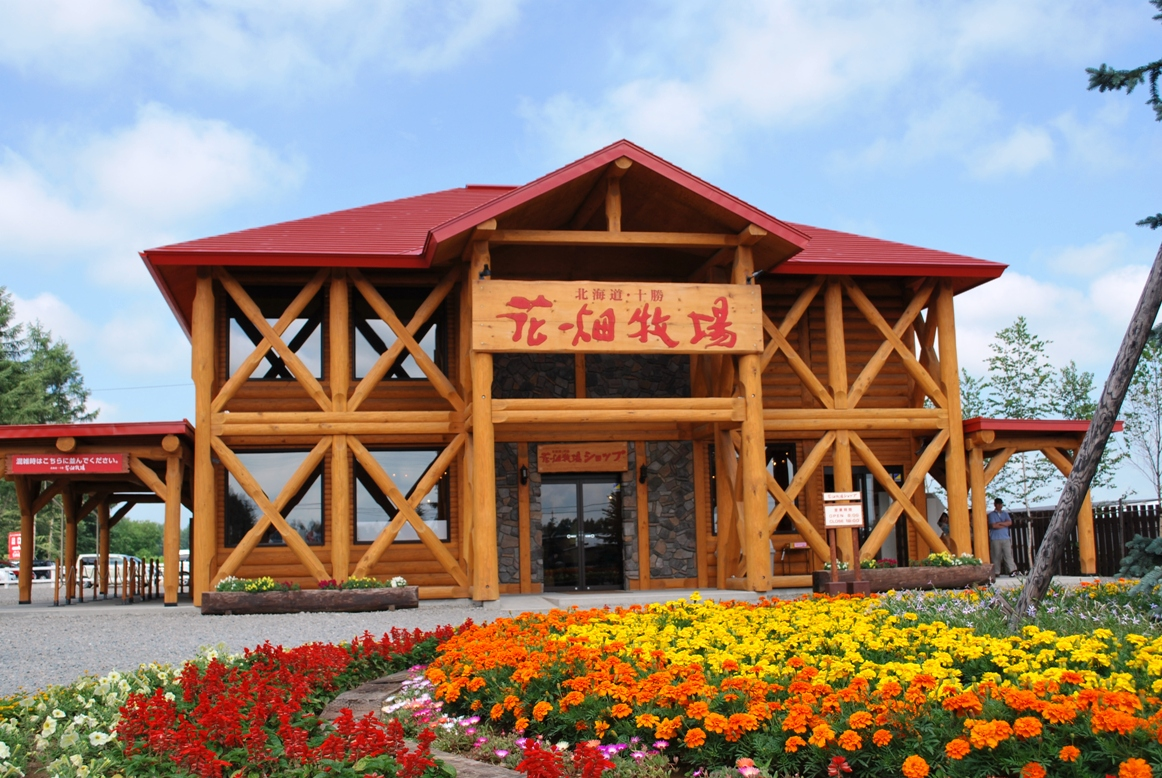
花畑牧場（2009年8月）

## 祭事・催事
- やまべ放流祭（7月上旬）
- 中札内花フェスタ（7月下旬から8月上旬）
- 道の駅フェア（10月上旬）
- むらの風景フォトコンテスト
- 北の大地ビエンナーレ

## シンボルマーク「ピータン」
1991年（平成3年）3月、地域の活性化とイメージアップを図るためシンボルマークやキャッチフレーズなどを募集し、審査委員会で「ピータン」が誕生した。中札内特産を組み合わせたひよこで、ピヨピヨひよこの「ピー」と中札内村の景勝地ピョウタンの滝の「タン」を組み合わせて「ピータン」という愛称になった。

## 中札内村が舞台（ロケ地）となった作品
ドラマ
- 『なつぞら』

## 人物
50音順

### 出身人物
- 伊藤治明（元アナウンサー）
- 石澤志穂（元スピードスケート選手）
- 押切美沙紀（スピードスケート選手）
- 佐藤克教（版画家）
- 道見重信（元札幌市議会議員・元札幌市議会自民党幹事長・元玄米酵素専務取締役）
- 中川学（漫画家）

### ゆかりのある人物
- 相原求一朗（洋画家）
- 小泉淳作（日本画家・陶芸家）
- 小川游（洋画家）
- 坂本直行（画家）
- 里田まい（タレント。元カントリー娘。メンバー）
- 田中義剛（実業家・タレント）
- 道見泰憲（北海道議会議員）

## 参考資料
- “十勝の記憶 デジタルアーカイブ”.  十勝支庁. 2015年10月16日閲覧。
- “中札内村勢要覧” (PDF).   中札内村 (2012年). 2015年10月14日閲覧。
- “花と緑とアートの村中札内” (PDF).   中札内村 (2015年). 2015年10月14日閲覧。
- “札内川園地” (PDF).   中札内村. 2015年10月14日閲覧。